# Ectropothecium perlatifolium
Ectropothecium perlatifolium är en bladmossart som beskrevs av Edwin Bunting Bartram 1962. Ectropothecium perlatifolium ingår i släktet Ectropothecium och familjen Hypnaceae. Inga underarter finns listade i Catalogue of Life.